# ستارا گادکا
ستارا گادکا (به لهستانی:  Stara Gadka) یک روستا در لهستان است که در گمینا ژگوو (استان ووتسکی) واقع شده‌است.